# Cuando llegue el día
Cuando llegue el día es una obra de teatro en un acto, de Joaquín Calvo Sotelo, estrenada en el Teatro Español, de Madrid el 16 de junio de 1952.

## Argumento
Una mujer invidente se ve ante la posibilidad de recuperar la vista por medio de una operación quirúrgica. Sin embargo, se niega a someterse al tratamiento. Finalmente se descubre que el motivo de su reacción es el amor hacia su marido, también ciego incurable.

## Representaciones destacadas
- Teatro Español, Madrid (Estreno, 16 de junio de 1952)[1][2]
  - Intérpretes: Elvira Quintillá,[3] María Francés, Rafael Calvo Revilla, Julieta Gil.[2]